# Seznam dílů seriálu Pan Tau
Toto je seznam dílů seriálu Pan Tau. Československý koprodukční televizní fantastický seriál Pan Tau byl premiérově uváděn v Německu mezi lety 1970 a 1979, v Československu v letech 1971–1990. Seriál má celkem 33 dílů rozdělených do tří řad, natočen byl také pilotní díl. První třináctidílná řada měla československou premiéru nejdříve v kině, druhá třináctidílná série byla určena přímo pro televizi. Třetí sedmidílnou řadu poznali českoslovenští diváci nejprve ve formě dvou střihových celovečerních filmů.

## Přehled řad
| Řada        | Díly        | Premiéra v Německu | Premiéra v Německu | Premiéra v Československu                     | Premiéra v Československu                  |
| Řada        | Díly        | První díl          | Poslední díl       | První díl                                     | Poslední díl                               |
| ----------- | ----------- | ------------------ | ------------------ | --------------------------------------------- | ------------------------------------------ |
| pilotní díl | pilotní díl | 1. ledna 1997      | 1. ledna 1997      | 23. srpna 2015                                | 23. srpna 2015                             |
| 1           | 13          | 13. prosince 1970  | 21. května 1972    | 19. března 1971 (kino) 26. prosince 1971 (TV) | 5. května 1972 (kino) 27. května 1990 (TV) |
| 2           | 13          | 12. října 1975     | 28. prosince 1975  | 23. prosince 1976                             | 9. ledna 1977                              |
| 3           | 7           | 31. prosince 1978  | 4. února 1979      | 25. prosince 1981                             | 23. ledna 1982                             |

## Seznam dílů

### Pilotní díl
| Č. v seriálu | Český název | Německý název                 | Režie          | Scénář                      | Premiéra v Německu | Premiéra v Česku | Rok výroby |
| --- | ----------- | ----------------------------- | -------------- | --------------------------- | ------------------ | ---------------- | ---------- |
| 0 | Pan Tau     | Pan Tau – Das erste Abenteuer | Jindřich Polák | Ota Hofman a Jindřich Polák | 1. ledna 1997      | 23. srpna 2015   | 1966       |
| Díl v podobě němé grotesky: Pan Tau se objeví jako loutka ve městě, postupně je oblečen do svého typického oděvu (oblek stresemann s buřinkou a deštníkem). Ulicí jde chlapec ze školy. Prochází městem, nudí se a směřuje na hodinu klavíru. Na trolejbusové zastávce najde panáčka pana Tau, kterého vezme do trolejbusu. Zde se pan Tau zvětší do normální lidské velikosti a oba spolu zamíří na soukromou hodinu klavíru. Pan Tau zařídí, aby klavír hrál sám a aby učitel byl zaměstnán v kuchyni přetékající mísou s těstem. Toho oba využijí k návštěvě lunaparku. Učitel je zoufalý z množství těsta, takže se ho rozhodne vyhodit z okna. Těsto trefí na ulici partnerskou dvojici a rozezlený muž si jde incident do bytu s učitelem vyříkat. Po „těstové bitvě“ v kuchyni dvojice odejde a učitel je ohromen údajnou chlapcovou hrou, který se s panem Tau stihl vrátit z lunaparku. Po skončení hodiny chlapec odejde s panáčkem v aktovce, na ulici ho však vytratí. |             |                               |                |                             |                    |                  |            |

### První řada (1970–1972)
První řada měla premiéru nejdříve v (západním) Německu v televizi v letech 1970–1972, v Československu byla poprvé uvedena v letech 1971–1972 v kinech. Jeden díl byl v Československu zkušebně odvysílán v televizi již roku 1971, nicméně první čtyři díly byly v televizi plnohodnotně uvedeny v roce 1972. Další dva se na obrazovkách objevily až roku 1979 a zbývající epizody měly z politických důvodů (obsažená témata podnikání, účast komunistickému režimu nepohodlných Jana Wericha a Pavla Landovského) československou televizní premiéru teprve v letech 1989–1990.
| Č. v seriálu | Č. v řadě | Český název                 | Německý název                                                                      | Režie          | Scénář                      | Premiéra v Německu | Premiéra v Československu                     | Rok výroby |
| --- | --------- | --------------------------- | ---------------------------------------------------------------------------------- | -------------- | --------------------------- | ------------------ | --------------------------------------------- | ---------- |
| 1 | 1         | Pan Tau přichází            | Pan Tau tritt auf                                                                  | Jindřich Polák | Ota Hofman a Jindřich Polák | 13. prosince 1970  | 19. března 1971 (kino) 25. prosince 1972 (TV) | 1970       |
| Téměř němý díl: Pan Tau prolétá ve své malé raketce vesmírem. V blízkosti Země uslyší dětský pláč, dalekohledem zjistí, kdo pláče, a zamíří s raketkou na povrch planety. Přistane ve městě, u dětského hřiště, kde je holčička Zuzanka, která má sice nové sáňky, ale ve městě sníh není. Pan Tau proto pro děti vyčaruje sněhový tunel, kterým se dostanou na zasněžené hory, kde mohou sáňkovat. Objeví se zde i pes Alík, kterého si oblíbí především kluk Emil. Poté, co maminky začnou volat své ratolesti domů, se děti vrátí. Emil při dobrodružství ale ztratil rukavici, kterou najde pes Alík. Pan Tau se po návratu do města vydá s Alíkem Emila hledat. Cestou se k nim u uzenářství přidá další pes (Hafan) a všichni tři nakonec skončí v obchodě „Vše pro psy“, ve kterém se psům dostane veškeré myslitelné péče. Problém však vyvolá placení, protože pan Tau nezná peníze, takže konflikt vyvrcholí příjezdem psí policie. Psi jsou odvezeni do útulku (psího vězení) za městem. Pan Tau všechny psy od pohodného osvobodí a nadělí je dětem ve městě. Hafana věnuje pan Tau majiteli obchodu „Vše pro psy“, Alíka pak Emilovi. Na střeše činžáku sousedícího s domem, kde bydlí Emil, usíná pan Tau pod rozevřených deštníkem. |           |                             |                                                                                    |                |                             |                    |                                               |            |
| 2 | 2         | Pan Tau naděluje            | Pan Tau und die schöne Bescherung Schöne Bescherung Pan Tau in „Schöne Bescherung“ | Jindřich Polák | Ota Hofman a Jindřich Polák | 26. prosince 1970  | 19. března 1971 (kino) 26. prosince 1971 (TV) | 1970       |
| Pan Tau se probudí na zasněžené střeše, zatímco celá Emilova rodina se připravuje na Štědrý večer. Pes Alík je z bytu odložen na balkon, protože sežral cukroví, Emil je zase zavřen do spíže, protože si hrál s kaprem. Pan Tau přistane ve spíži, kouzlem ji odemkne a s chlapcem projde bytem, kde pozoruje přípravy. Hlavním tatínkovým úkolem je ozdobit stromeček a zabít kapra, do čehož se mu moc nechce. Dědeček staví betlém a stále se shání po chybějících ovečkách. Kapr mluví a diskutuje, takže si tatínek myslí, že se zbláznil. Dědeček stále shání ovečky, pan Tau dvě skutečné ovce vyčaruje. Tatínek se nakonec rozhodne použít harpunu, ale při diskusi s kaprem omylem vystřelí do bytu a zasáhne dědečka. Pes Alík sežere již třetí dávku cukroví, ale tato poslední várka je svedena na tatínka. Pan Tau ve snaze pomoci Emilově sestře Renátě dostat se ke svému příteli Martinovi nechá vyrůst stromeček stropem až do podkroví. K Martinovi, bydlícímu o patro výš, však jde tatínek. Pes Alík sežere další cukroví, maminka ho honí bytem, přičemž vzniknou škody na vánoční výzdobě a nakonec se spálí i krocan v troubě. Pan Tau však zakročí a vše dá do pořádku, takže Štědrý večer může začít. Tatínek pošle Renátu se svíčkou k Martinovi. Pan Tau se sám nadělí Emilovi pod stromeček v podobě loutky. Tatínek s maminkou a Emilem nakonec jdou na večerní procházku, při které pustí kapra do řeky. |           |                             |                                                                                    |                |                             |                    |                                               |            |
| 3 | 3         | Pan Tau na horách           | Pan Tau im Schnee                                                                  | Jindřich Polák | Ota Hofman a Jindřich Polák | 27. prosince 1970  | 9. dubna 1971 (kino) 28. prosince 1972 (TV)   | 1970       |
| Díl v podobě němé grotesky: Děti odjíždějí se školou na lyžařský kurz, všechny autobusy z města na hory jsou ale beznadějně obsazené. Poslední volný autobus obsadí třída pod vedením autoritářského tělocvikáře, takže Emilova třída se svým učitelem zůstane stát na nástupišti. Emil vyndá z batohu panáčka pana Tau, děti se mu smějí, vezmou mu ho, zahodí, ale pan Tau se objeví se starým autobusem, do kterého celou třídu naloží a vyrazí na hory. Cestou učitel přestaví kouzelný glóbus určující, kam autobus pojede, takže se na určitou dobu vyskytnou v africké savaně. Pak se objeví opět na cestě do hor, kam přijedou včas, aby si mohli vybrat v ubytovně ty nejlepší pokoje. Druhý den se koná závod, ve kterém jasně vítězí třída autoritářského učitele. Pan Tau vykouzlením stánku se sladkostmi zařídí, aby závod vyhrála Emilova třída; ta je však také stržena k předložené hostině, takže do cíle dorazí pouze oba učitelé, každý na jedné lyži. Nakonec děti opět odjedou starým autobusem a vezou s sebou i tři slečny, které „vyfouknou“ tělocvikáři. |           |                             |                                                                                    |                |                             |                    |                                               |            |
| 4 | 4         | Pan Tau a neděle            | Pan Tau und der lange Sonntag                                                      | Jindřich Polák | Ota Hofman a Jindřich Polák | 3. ledna 1971      | 9. dubna 1971 (kino) 29. prosince 1972 (TV)   | 1970       |
| Je deštivé nedělní ráno a nikomu se nechce vstávat, pouze tatínek touží po cestě na chatu. Ihned po příjezdu tatínek všechny zaměstná různými úkoly v chatě a v jejím okolí. Každý má však své vlastní plány, v jejichž realizaci jim musí pomoci pan Tau. Emil chce do kina na nepřístupný film, kovbojku, proto mu a jeho kamarádům zařídí pan Tau převleky. Renáta by chtěla být doma s Martinem, dědeček zase na kartách a maminka si čte dopisy z mládí. I tatínek vlastně chce sledovat v televizi fotbalový zápas. Pan Tau vše zařídí, všichni spokojeni a nakonec odjedou zpět do města. |           |                             |                                                                                    |                |                             |                    |                                               |            |
| 5 | 5         | Pan Tau jde do školy        | Pan Tau geht in die Schule                                                         | Jindřich Polák | Ota Hofman a Jindřich Polák | 10. ledna 1971     | 30. dubna 1971 (kino) 29. prosince 1979 (TV)  | 1970       |
| Emil vezme panáčka pana Tau do školy, aby mu pomáhal. Při hodině tělocviku z něj udělá hvězdu třídy, která však zhasne, když Emilovi panáček vypadne. Zabaví ho učitel, a protože se pan Tau nenechá zavřít do stolu s ostatními zabavenými hračkami, vezme si ho domů. Pan Tau se snaží učiteli splnit vše, co si myslí, že by ho udělalo šťastným. Nechá mu narůst vlasy, do bytu mu přičaruje zamilované auto. Učitel však šťastný není, proto pan Tau vše zase odčaruje. Zařídí ale, aby vášnivému učiteli-kaktusáři vykvetl vzácný kaktus. Učitel ale přijde pozdě do školy, kde již čeká inspektor. Pan Tau zařídí, aby vše dobře dopadlo a hodina byla přímo ukázková. |           |                             |                                                                                    |                |                             |                    |                                               |            |
| 6 | 6         | Pan Tau a samá voda         | Pan Tau und lauter Wasser                                                          | Jindřich Polák | Ota Hofman a Jindřich Polák | 17. ledna 1971     | 30. dubna 1971 (kino) 30. prosince 1979 (TV)  | 1970       |
| Chlapec Kája má stále problémy s vodou – věčně je mokrý nebo zmazaný. Maminka mu vyhubuje, on se urazí a vyrazí z domova s malým kufříkem plným lodiček. Dojde až k řece, kde si hraje s lodičkami a zmáčí se. Jde se usušit do boudy na nábřeží, kde se již suší pan Tau, který také spadl do vody a jemuž se kvůli tomu srazila kouzelná buřinka, takže nefunguje. S chlapcem se seznámí, a protože je chlapci zima, zavede ho na kolesový parník. Protože pan Tau nemůže kouzlit, musí vše zařídit sám bez pomoci buřinky. Roztopí pod kotlem a vyrazí na cestu po řece. Sleduje je policie, ale v plavební komoře začne již buřinka fungovat. Parník se potopí pod hladinu a pan Tau se s chlapcem vynoří na mořské pláži. Zde nastoupí na malou jachtu a plují po moři, poté se ocitnou zpět ve městě a na vznášející se jachtě proplují ulicemi. Nakonec pan Tau zaveze jachtou chlapce domů na panelové sídliště. |           |                             |                                                                                    |                |                             |                    |                                               |            |
| 7 | 7         | Pan Tau a Claudie           | Pan Tau und Claudia im Schloss                                                     | Jindřich Polák | Ota Hofman a Jindřich Polák | 9. dubna 1972      | 31. března 1972 (kino) 1. října 1989 (TV)     | 1970       |
| Holčička Claudie žije na zámku svého dědečka, pana Violy, který je bohatým podnikatelem a majitelem koncernu. Je však nešťastná, že na ni dědeček ani její maminka nemají čas. Její trápení vycítí kouzelný pan Tau, který se jednoho dne u Claudie objeví a splní jí přání, aby se na zámek vrátila doba rytířů. |           |                             |                                                                                    |                |                             |                    |                                               |            |
| 8 | 8         | Pan Tau to zařídí           | Pan Tau packt die Koffer                                                           | Jindřich Polák | Ota Hofman a Jindřich Polák | 16. dubna 1972     | 14. dubna 1972 (kino) 15. října 1989 (TV)     | 1972       |
| Pan Viola by se měl věnovat řízení svého podnikání, avšak radši dovádí na svém zámku se svou vnučkou Claudií, která je nyní šťastná. Napadne ho, že by si nyní mohl uskutečnit svůj dávný sen, cestu kolem světa. Celou luxusní akci domluví v cestovní kanceláři, avšak Claudii se plán nelíbí. Pan Viola proto rychle změní svoji objednávku na cestování ve stylu tuláků, jak by si dívka přála. Pan Tau, jehož má pan Viola za zaměstnance cestovní kanceláře, slíbí, že vše zařídí. |           |                             |                                                                                    |                |                             |                    |                                               |            |
| 9 | 9         | Pan Tau a cesta kolem světa | Pan Tau geht auf Reisen Pan Tau auf Reisen                                         | Jindřich Polák | Ota Hofman a Jindřich Polák | 23. dubna 1972     | 14. dubna 1972 (kino) 29. října 1989 (TV)     | 1972       |
| Pan Viola a jeho vnučka Claudie se vydají na cestu kolem světa. Nejprve cestují povozem, který se však rozbije. Dále mají pokračovat stěhovacím vozem, který jim pan Tau zařídil. Na cestě se však objeví další stěhovací vozy a pan Viola s Claudií nastoupí do špatného. Pan Viola celou cestu mluví o chytání ryb a nakonec chytá na tkaničku u rybníka (podle dohody mu pan Tau plní rybník kapry). Po noci strávené ve stohu (pan Viola však ve své oblíbené posteli) pokračují v cestě a pokouší se ukrást něco k snědku. Jsou zavřeni ve stáji, odkud je vysvobodí pan Tau. Po chvíli si stopnou náklaďák, ve kterém již cestuje pan Tau. Pan Viola objedná u pana Tau dobré jídlo v dobré restauraci na náměstí včetně hospody s naaranžovanými hosty, aby pan Viola před Claudií mohl zahrát frajera, který uteče bez placení. Pan Viola si však na náměstí splete restaurace a nakonec utíká před partou, která si hodlá vyřídit účty s panem Violou za všechny předchozí podvodníky. Nakonec prchají na nádraží, kde si však opět spletou vlak a odjedou jiným směrem než pan Tau. |           |                             |                                                                                    |                |                             |                    |                                               |            |
| 10 | 10        | Pan Tau v cirkusu           | Pan Tau und die Zirkus Welt Pan Tau und Zirkuswelt Pan Tau und Zirkus Welt         | Jindřich Polák | Ota Hofman a Jindřich Polák | 30. dubna 1972     | 14. dubna 1972 (kino) 6. května 1990 (TV)     | 1972       |
| Při cestě kolem světa se pan Viola s Claudií dostanou do Francie, kde na tržišti musí vyměnit drahý Violův prsten za malou bagetu. Dědeček si proto stěžuje ve francouzské pobočce cestovní kanceláře na špatné služby, protože už dříve v připravené posteli spal skutečný tulák. Pan Viola a Claudie dále cestují a kvůli hladu se pokusí ukrást v cirkusu banány určené pro opice. Zlý ředitel cirkusu je chytí a donutí je si krádež odpracovat. Ve stejném cirkusu je držen také pan Tau, kterého ředitel využívá díky jeho zmenšovacímu kouzlu jako atrakci během představení. |           |                             |                                                                                    |                |                             |                    |                                               |            |
| 11 | 11        | Pan Tau a taxikář           | Pan Tau fährt Taxi                                                                 | Jindřich Polák | Ota Hofman a Jindřich Polák | 7. května 1972     | 5. května 1972 (kino) 13. května 1990 (TV)    | 1971       |
| Téměř němý díl: Claudii měla na letišti vyzvednou autem maminka, ta však kvůli hustému provozu nestíhá. Holčička si proto vezme taxi, ale taxikář je naštvaný, že musí vézt malou dívku, když mohl vzít nějakého bohatého cizince. Proto Claudii co nejdříve z auta vyhodí, ovšem na zadním sedadle zůstane loutka pana Tau, který začne taxikáře za jeho hrubé jednání trestat. |           |                             |                                                                                    |                |                             |                    |                                               |            |
| 12 | 12        | Hledá se pan Tau            | Pan Tau wird gesucht                                                               | Jindřich Polák | Ota Hofman a Jindřich Polák | 14. května 1972    | 5. května 1972 (kino) 20. května 1990 (TV)    | 1972       |
| Claudie ztratila loutku pana Tau a s pomocí pana Violy vyhlásí po něm pátrání, včetně vypsání odměny. O akci se dozví i Emil a jeho parta, a protože mají pana Tau také v oblibě, začnou se po něm shánět a s Claudií se skamarádí. Figurku pana Tau nakonec najdou v krámě Ztrát a nálezů, ale když se jeho nerudný vedoucí dozví, že je kouzelná, děti vyžene, naučí se s buřinkou zacházet a bezmocného pana Tau v lidské podobě zavře do skladu. |           |                             |                                                                                    |                |                             |                    |                                               |            |
| 13 | 13        | Pan Tau a tisíc kouzel      | Pan Tau ist wieder da                                                              | Jindřich Polák | Ota Hofman a Jindřich Polák | 21. května 1972    | 5. května 1972 (kino) 27. května 1990 (TV)    | 1972       |
| Vedoucí Ztrát a nálezů si díky kouzelné buřince zařídil luxusní život a vybavil krám nejmodernějšími přístroji. Děti v čele s Emilem a Claudií se mezitím snaží pana Tau zachránit. Jejich plán spočívá v tom, že vedoucímu vymění kouzelnou buřinku za obyčejnou. To se jim s pomocí psích kamarádů také povede a pana Tau osvobodí. |           |                             |                                                                                    |                |                             |                    |                                               |            |

#### První řada v československých kinech
První řada byla v Československu premiérově uvedena v letech 1971–1972 v kinech. Z jednotlivých dílů bylo postupně vytvořeno šest dětských pásem, z nichž čtyři obsahovaly kromě dílů Pana Tau také nesouvisející krátké animované filmy.
- 19. března 1971: „Pan Tau přichází“ + „Pan Tau naděluje“ + Co to bouchlo? (režie Břetislav Pojar)[27]
- 9. dubna 1971: „Pan Tau na horách“ + „Pan Tau a neděle“ + Ber + dej (režie Zdenek Seydl a Ludvík Kadleček)[28]
- 30. dubna 1971: „Pan Tau jde do školy“ + „Pan Tau a samá voda“ + Rebus (režie Zdenek Seydl a Ludvík Kadleček)[29]
- 31. března 1972: Cirkus (režie Zdenek Seydl a Ludvík Kadleček) + Lambert aneb Lev nekňuba (režie Jack Hannah, krátký film z produkce Walt Disney Productions) + Kočičí břichomluvec (režie Tex Avery, krátký film z produkce MGM Cartoons) + Chytat myši zakázáno (režie Chuck Jones, krátký film ze série Tom a Jerry) + „Pan Tau a Claudie“[30]
- 14. dubna 1972: „Pan Tau to zařídí“ + „Pan Tau a cesta kolem světa“ + „Pan Tau v cirkusu“[31]
- 5. května 1972: „Hledá se pan Tau“ + „Pan Tau a tisíc kouzel“ + „Pan Tau a taxikář“[32]

#### Německý sestřih první řady
V Německu je také někdy vysílán sestřih první řady v podobě pěti televizních filmů o délce 60–90 minut.
- Pan Tau tritt auf (sestává z dílů „Pan Tau přichází“ (část), „Pan Tau naděluje“ a „Pan Tau na horách“)
- Pan Tau und der lange Sonntag (sestává z dílů „Pan Tau a neděle“ a „Pan Tau jde do školy“)
- Pan Tau und Claudia im Schloss (sestává z dílů „Pan Tau a Claudie“, „Pan Tau to zařídí“ a „Pan Tau a cesta kolem světa“ (první polovina))
- Pan Tau auf Reisen (sestává z dílů „Pan Tau a cesta kolem světa“ (druhá polovina), „Pan Tau v cirkusu“ (nekompletní) a „Pan Tau a taxikář“)
- Pan Tau wird gesucht (sestává z dílů „Hledá se pan Tau“ a „Pan Tau a tisíc kouzel“)

### Druhá řada (1975)
| Č. v seriálu | Č. v řadě | Český název                       | Německý název                       | Režie          | Scénář                      | Premiéra v Německu | Premiéra v Československu | Rok výroby |
| --- | --------- | --------------------------------- | ----------------------------------- | -------------- | --------------------------- | ------------------ | ------------------------- | ---------- |
| 14 | 1         | Pan Tau se vrací                  | Pan Tau macht eine Bauchlandung     | Jindřich Polák | Ota Hofman a Jindřich Polák | 12. října 1975     | 23. prosince 1976         | 1975       |
| Pan Tau přilétá nad Prahu ve své raketce a nakonec přistane na střeše domu rodiny Urbanových. Prochází se domem a najde Alfonzův pokoj. Alfonz, jeden ze dvou dědečkových synů, uletěl před mnoha lety na balóncích z Matějské poutě. Nyní dobrovolně žije robinsonovským životem na opuštěném ostrově a rodina o něm nemá téměř žádné zprávy. Tatínek Josef s dědečkem mezitím uklízejí spoušť, která vznikla při přistání pana Tau na střeše, a chystají se, jako každý rok, slavit Alfonzův svátek, který připadá na ten den. Pan Tau zjistí, že jsou s Alfonzem od sebe k nerozeznání, a odletí z domu Urbanových balónem za Alfonzem. |           |                                   |                                     |                |                             |                    |                           |            |
| 15 | 2         | Pan Tau a Robinson                | Pan Tau und Robinson                | Jindřich Polák | Ota Hofman a Jindřich Polák | 19. října 1975     | 24. prosince 1976         | 1975       |
| Pan Tau přiletí na ostrov, kde se Alfonz velice dobře zařídil. Má zde různá důmyslná zařízení, rosničku Julinku a kozu Kleu. Pan Tau na ostrov přičaruje také zrcadlo z Alfonzova pokoje v Praze, což Alfonze velmi udiví a zasteskne se mu po domově. Přemýšlí ale, že je mu na ostrově lépe, takže se ho nechystá opustit. Pan Tau však dělá vše proto, aby ho přesvědčil k návratu, takže mu vykouzlí koš plynového balónu i s oblečením. Alfonz se přece jen rozhodne, takže se obleče, oholí a odletí balónem. |           |                                   |                                     |                |                             |                    |                           |            |
| 16 | 3         | Pan Tau a příliš velký balón      | Pan Tau im Ballon                   | Jindřich Polák | Ota Hofman a Jindřich Polák | 26. října 1975     | 25. prosince 1976         | 1975       |
| Alfonz s balónem přilétá nad Prahu, kde balón začíná, díky panu Tau, který se mezitím zvětšil z podoby loutky, klesat a nakonec přistane na domě Urbanových. Dědeček tuší, že je to Alfonz, a je nadšen, stejně jako ostatní. Nejprve se však rodina potká pana Tau, kterého považují za Alfonze oněmělého při šoku z přistání, takže ho přenášejí různě po domě jako nemocného. Dalším problémem je balón na zahradě, který se Urbanovi rozhodnou ukrýt před sousedy a snaží se ho dostat do domu. Spor vyvolají různé názory na budoucnost balónu.                                                                                       |           |                                   |                                     |                |                             |                    |                           |            |
| 17 | 4         | Pan Tau a pes Kozopes             | Pan Tau und der Ziegenhund          | Jindřich Polák | Ota Hofman a Jindřich Polák | 2. listopadu 1975  | 26. prosince 1976         | 1975       |
| 18 | 5         | Pan Tau a rodinná slavnost        | Pan Tau und die Verwandten          | Jindřich Polák | Ota Hofman a Jindřich Polák | 9. listopadu 1975  | 27. prosince 1976         | 1975       |
| 19 | 6         | Pan Tau jde do práce              | Pan Tau macht Quark                 | Jindřich Polák | Ota Hofman a Jindřich Polák | 16. listopadu 1975 | 28. prosince 1976         | 1975       |
| 20 | 7         | Pan Tau a pět hrušek a tři jablka | Pan Tau wird untersucht             | Jindřich Polák | Ota Hofman a Jindřich Polák | 23. listopadu 1975 | 29. prosince 1976         | 1975       |
| 21 | 8         | Pan Tau a černý deštník           | Pan Tau und vereinzelt Sonnenschein | Jindřich Polák | Ota Hofman a Jindřich Polák | 30. listopadu 1975 | 30. prosince 1976         | 1975       |
| 22 | 9         | Pan Tau a velký ples              | Pan Tau tanzt aus der Reihe         | Jindřich Polák | Ota Hofman a Jindřich Polák | 7. prosince 1975   | 1. ledna 1977             | 1975       |
| 23 | 10        | Pan Tau a rosnička                | Pan Tau und die Jagd auf den Frosch | Jindřich Polák | Ota Hofman a Jindřich Polák | 14. prosince 1975  | 2. ledna 1977             | 1975       |
| 24 | 11        | Pan Tau a Aladinova lampa         | Pan Tau und der Blechschaden        | Jindřich Polák | Ota Hofman a Jindřich Polák | 18. prosince 1975  | 7. ledna 1977             | 1975       |
| 25 | 12        | Pan Tau a zlatý kufr              | Pan Tau baut um                     | Jindřich Polák | Ota Hofman a Jindřich Polák | 28. prosince 1975  | 8. ledna 1977             | 1975       |
| 26 | 13        | Pan Tau odchází                   | Pan Tau unbekannt verzogen          | Jindřich Polák | Ota Hofman a Jindřich Polák | 28. prosince 1975  | 9. ledna 1977             | 1975       |

### Třetí řada (1978–1979)
Třetí řada měla v (západním) Německu televizní premiéru na přelomu let 1978 a 1979. V Československu byla nejprve uvedena roku 1979 v kinech v podobě dvou střihových celovečerních filmů. Ve své seriálové podobě byla v Československu třetí řada odvysílána v televizi poprvé teprve na přelomu let 1981 a 1982.
Celovečerní snímky Poplach v oblacích a Od zítřka nečaruji vznikly sestříháním 27.–29. dílu, respektive 31.–33. dílu. Pro filmy byla zcela vynechána dějová linka pana Tau a soutěže kouzelníků (druhá polovina 29. dílu a celý 30. díl).
| Č. v seriálu | Č. v řadě | Český název                  | Německý název                                   | Režie          | Scénář                      | Premiéra v Německu | Premiéra v Československu | Rok výroby |
| --- | --------- | ---------------------------- | ----------------------------------------------- | -------------- | --------------------------- | ------------------ | ------------------------- | ---------- |
| 27 | 1         | Poplach v oblacích           | Alarm in den Wolken                             | Jindřich Polák | Ota Hofman a Jindřich Polák | 31. prosince 1978  | 25. prosince 1981         | 1978       |
| 28 | 2         | Lov na slona                 | Elefantenjagd                                   | Jindřich Polák | Ota Hofman a Jindřich Polák | 1. ledna 1979      | 26. prosince 1981         | 1978       |
| 29 | 3         | Noc v safari                 | Das ist nicht zu fassen                         | Jindřich Polák | Ota Hofman a Jindřich Polák | 7. ledna 1979      | 1. ledna 1982             | 1978       |
| 30 | 4         | Pan Tau a kouzelnice         | Zaubern ist nicht leicht                        | Jindřich Polák | Ota Hofman a Jindřich Polák | 14. ledna 1979     | 2. ledna 1982             | 1978       |
| Pan Tau je ubytován jako „Mr. Bimbo“ v hotelu, ve kterém se koná kouzelnický festival. Všichni skuteční iluzionisté se cítí být ohroženi jeho kouzelnickým uměním a snaží se zjistit tajemství jeho triků. Po panu Tau stále také pátrá inspektor letového provozu Málek. S panem Tau se skamarádí dcera jedné z přítomných kouzelnic, Veronika. Inspektor Málek navštíví kouzelnické představení se záměrem dopadnout pana Tau. Pan Tau zapojí inspektora Málka do kouzelnického vystoupení kouzelníka Brehma, který ho poté začíná pronásledovat. V rámci konkurenčního boje zavřou dva z kouzelníků Veroniku do požárního hydrantu, aby překazili vystoupení její matky. Vystoupení opět zachrání pan Tau. |           |                              |                                                 |                |                             |                    |                           |            |
| 31 | 5         | Pan Tau na pionýrském táboře | Rein in die Kartoffeln, raus aus den Kartoffeln | Jindřich Polák | Ota Hofman a Jindřich Polák | 21. ledna 1979     | 9. ledna 1982             | 1978       |
| Pan Tau se objeví ve městě a kluci ho dovedou do pionýrského tábora coby nového kuchaře. Na základě informací od svého syna, účastníka tábora, sem ze své dovolené přijede také inspektor letového provozu Málek, který pátrání po panu Tau nevzdal. |           |                              |                                                 |                |                             |                    |                           |            |
| 32 | 6         | A která je ta pravá?         | Die vertauschte Melone                          | Jindřich Polák | Ota Hofman a Jindřich Polák | 28. ledna 1979     | 16. ledna 1982            | 1978       |
| 33 | 7         | Od zítřka nečaruji!          | Auf Wiedersehen, Pan Tau                        | Jindřich Polák | Ota Hofman a Jindřich Polák | 4. února 1979      | 23. ledna 1982            | 1978       |

## Speciály
V (západním) Německu byly v televizi v přestávce mezi sedmým a osmým dílem odvysílány dva dokumenty o natáčení seriálu:
- Pan Tau Nachrichten: Neuigkeiten vom Herrn mit der Melone (premiéra 5. listopadu 1971)
- Wie Pan Tau zaubert (premiéra 20. února 1972)